# Simulation Theory
Simulation Theory é o oitavo álbum de estúdio da banda britânica de rock Muse. Foi lançado oficialmente em 9 de novembro de 2018 através dos selos Warner Bros. Records e Helium 3.
Muse tentou uma abordagem diferente para a produção de Simulation Theory em contraste com últimos três álbuns conceituais da banda (The Resistance, The 2nd Law e Drones), optando por focar em cada faixa individualmente em vez de focar no disco todo como um conceito. O trabalho começou em 2017, com três músicas sendo lançados em seguida, incluindo a canção "Dig Down". Em 2018, o grupo voltou ao estúdio, colaborando com o produtor Rich Costey, que já havia trabalhado com o Muse nos álbuns Absolution e Black Holes and Revelations.
O tema do álbum voltou a ficção científica e temas nostálgicos, conforme visto no material promocional. A capa do disco foi feita pelo artista Kyle Lambert, que trabalhara na série Stranger Things e os videoclipes foram dirigidos por Miike Snow e Twin Shadow, com toques futurista-retrô e de ficção, com uma temática anos 80, prestando homenagens a filmes como Back to the Future e Teen Wolf, o personagem Max Headroom, e o videoclipe da canção "Thriller" de Michael Jackson. Além de "Dig Down", as canções "Thought Contagion", "Something Human", "The Dark Side" e "Pressure" foram lançadas como single para divulgar o álbum.

## Composição
Simulation Theory é um álbum de rock e synthpop que explora o conceito da hipótese da simulação. O disco toma um tema leve de ficção científica, em contraste com os trabalhos anteriores da banda, como The Resistance, The 2nd Law e Drones, que tinham temas mais 'obscuros'. A canção "Dig Down", a décima faixa do álbum e a primeira música composta para o novo trabalho, foi escrita por Matt Bellamy como uma reação ao clima político após o referendum a respeito do Brexit e a eleição de Donald Trump em 2016 nos Estados Unidos, esperando "dar inspiração, otimismo e esperança para as pessoas que lutam por causas que eles acreditam." Já "Thought Contagion", a sétima faixa do disco, foi escrita no final de 2017 quando a banda retornou ao estúdio. Os versos da música se originaram das "ansiedades e sentimentos" de Bellamy após observar um estação de notícias americana e seu gancho. Uma parte da canção diz: "Você foi mordido por um verdadeiro crente / você foi mordido por alguém que está mais faminto que você / Você foi mordido pelas falsas crenças de alguém", que faz alusão as preocupações de Bellamy sobre o poder que a desinformação ou pessoas com viés ideológico têm sobre a audiência.

## Arte
A capa do álbum Simulation Theory foi feita pelo artista visual britânico Kyle Lambert, famoso por seu trabalho na série  Stranger Things. Assim como o trabalho anterior de Lambert, a arte tem um estilo retrô, com uma estética dos anos 80. Já a capa da versão "super deluxe" foi desenhada por Paul Shipper, que tinha trabalhado com os postêrs da Dolby Cinema para alguns filmes do Walt Disney Studios Motion Pictures como Star Wars: The Last Jedi e Avengers: Infinity War.

## Promoção
Simulation Theory foi anunciado pela banda e pela gravadora Warner Bros em 30 de agosto de 2018, junto com a arte de capa, o título das faixas e a data de lançamento, 9 de novembro de 2018, com o material para a imprensa e uma mudança na cara da página oficial da banda para promover o novo disco. A pré-venda do álbum começou no mesmo dia, junto com o lançamento de uma nova canção, "The Dark Side", junto com um vídeo musical. A versão deluxe e super deluxe teria as mesmas faixas do disco, mais uma versão da música "Pressure" feita pela banda marcial da Universidade da Califórnia em Los Angeles e uma rendição gospel da canção "Dig Down". Versões alternativas das faixas "Algorithm" e "The Dark Side", além de uma versão ao vivo de "Thought Contagion" e uma versão acústica das canções "Propaganda", "Something Human" e "The Void" também estariam nas versões estendidas do álbum.

## Gravação

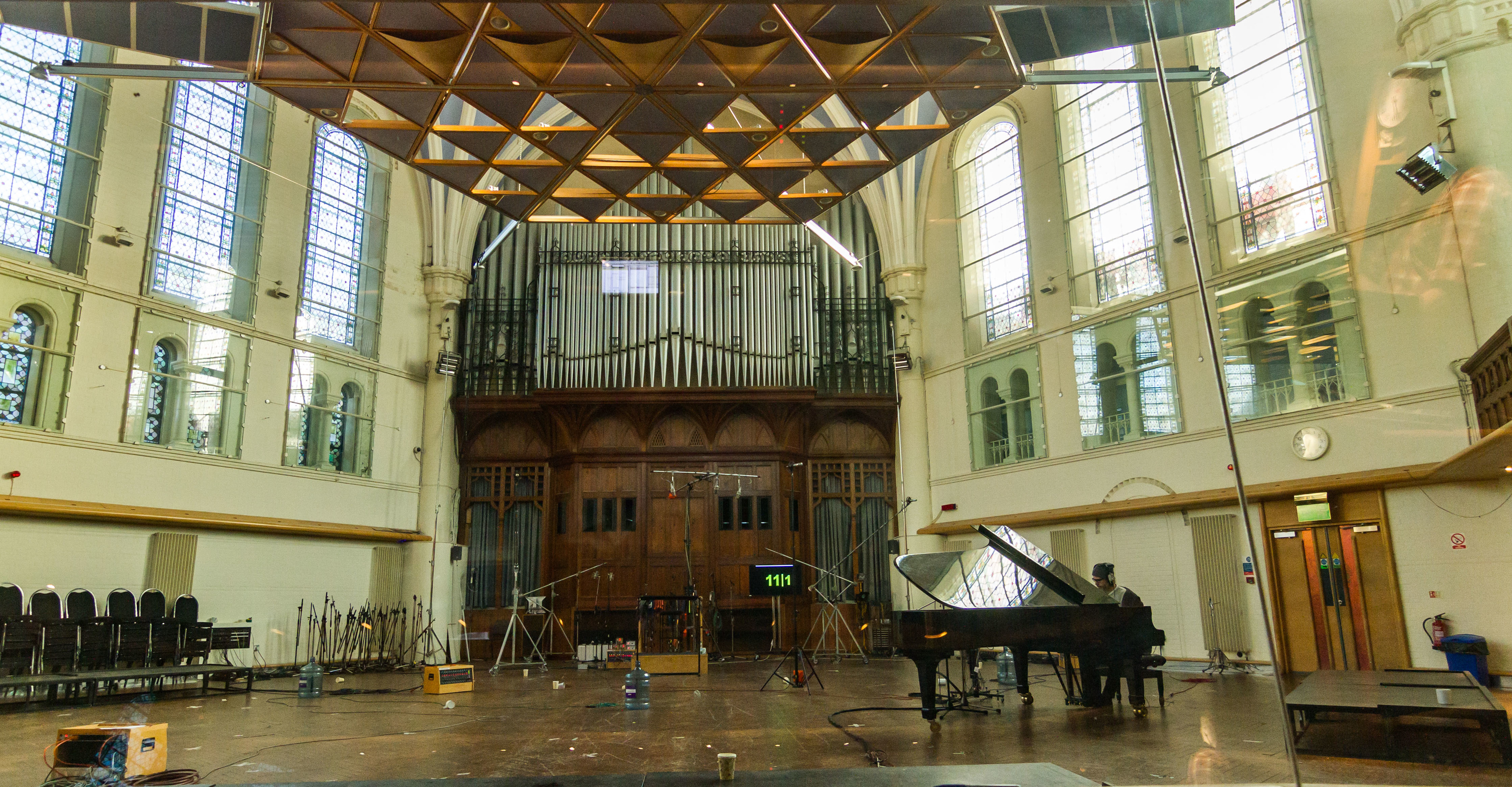
O interior do AIR Studios, em Londres, onde as primeiras sessões de gravação de Simulation Theory aconteceram, em 2017.

Muse começou a escrever e compor as músicas para o novo disco após a turnê de divulgação de Drones ao fim de 2016. A banda passou um bom tempo nos estúdios AIR em Londres, Inglaterra, com o produtor Mike Elizondo até que a banda resolveu voltar para um turnê na América do Norte com PVRIS e Thirty Seconds to Mars, que começou em 20 de maio de 2017. Três canções foram escritas e gravadas nestas sessões. Uma dessas faixas, "Dig Down", foi lançada em 18 de maio. Ao fim dessa nova turnê, o grupo seguiu para Los Angeles, na Califórnia, para recomeçar as gravações, desta vez com o colaborador de longa data Rich Costey, que já tinha co-produzido os discos Absolution e Black Holes and Revelations.

"Eu acho que nos últimos dois ou três álbuns, nós sempre pensávamos sobre o todo. 'Qual é o conceito? Quais são os temas? Qual é o som? Quais são as texturas que nós vamos focar para este álbum?' É sempre bom nos relembrar para apenas pensar nas canções. O que faz uma canção ser boa?"

Matt Bellamy, para a Rolling Stone
Muse tomou uma postura diferente na hora de gravar Simulation Theory em contraste com seus trabalhos anteriores, desenvolvendo faixa por faixa, ao invés de trabalhar no álbum todo em ciclos de produção. Bellamy disse que isso permitira o grupo focar mais nas músicas individuais ao invés de dividir sua atenção entre múltiplas faixas e seu potencial som e temas. A banda esperava assim aumentar a qualidade individual de cada canção e não tinham um tema em mente, até metade dos trabalhos. Uma das primeiras canções produzidas com Costey foi "Thought Contagion", baseada numa melodia de linha do baixo e um teremim, concebidas por Bellamy. A banda retomou as gravações em novembro de 2017, com a melodia original de teremim sendo trocada por um coral de vocal de dez camadas feito por Matt Bellamy e Chris Wolstenholme. As faixas deveriam ser apoiadas por sequências de bateria estilo-arena, antes da experimentação com programação levar a banda a um som de bateria inspirado na música trap que emulava um Roland TR-808. A faixa "Something Human", inspirada num som de folk rock, foi também co-produzida por Rich Costey. Shellback e Timbaland também co-produziram algumas faixas no álbum.

## Faixas
| CD             |                     |         |  |
| N.º            | Título              | Duração |  |
| 1.             | "Algorithm"         | 4:06    |  |
| 2.             | "The Dark Side"     | 3:47    |  |
| 3.             | "Pressure"          | 3:56    |  |
| 4.             | "Propaganda"        | 3:01    |  |
| 5.             | "Break it to Me"    | 3:38    |  |
| 6.             | "Something Human"   | 3:47    |  |
| 7.             | "Thought Contagion" | 3:26    |  |
| 8.             | "Get Up and Fight"  | 4:05    |  |
| 9.             | "Blockades"         | 3:51    |  |
| 10.            | "Dig Down"          | 3:48    |  |
| 11.            | "The Void"          | 4:45    |  |
| Duração total: | Duração total:      | 42:12   |  |

| Versão deluxe |                                      |         |  |
| N.º           | Título                               | Duração |  |
| 12.           | "Algorithm" (versão alternativa)     | 3:32    |  |
| 13.           | "The Dark Side" (versão alternativa) | 3:54    |  |
| 14.           | "Propaganda" (versão acústica)       | 2:59    |  |
| 15.           | "Something Human" (versão acústica)  | 3:46    |  |
| 16.           | "Dig Down" (versão acústica gospel)  | 3:57    |  |

| Versão Super Deluxe |                                              |         |  |
| N.º                 | Título                                       | Duração |  |
| 12.                 | "Algorithm" (versão alternativa)             | 3:32    |  |
| 13.                 | "The Dark Side" (versão alternativa)         | 3:54    |  |
| 14.                 | "Pressure" (versão da banda marcial da UCLA) | 4:04    |  |
| 15.                 | "Propaganda"                                 | 2:59    |  |
| 16.                 | "Break it to Me" (Sam de Jong remix)         | 3:08    |  |
| 17.                 | "Something Human" (versão acústica)          | 3:46    |  |
| 18.                 | "Thought Contagion" (versão ao vivo)         | 3:46    |  |
| 19.                 | "Dig Down" (versão acústica gospel)          | 3:57    |  |
| 20.                 | "The Void" (versão acústica)                 | 4:34    |  |
| 21.                 | "The Dark Side" (versão instrumental)        | 2:53    |  |

## Recepção

### Crítica
| Críticas profissionais | Críticas profissionais |
| Pontuações agregadas   | Pontuações agregadas   |
| Fonte                  | Avaliação              |
| ---------------------- | ---------------------- |
| Metacritic             | 63/100                 |
| Avaliações da crítica  |                        |
| Fonte                  | Avaliação              |
| AllMusic               | [ 30 ]                 |
| Classic Rock           | [ 31 ]                 |
| DIY                    | [ 32 ]                 |
| The Guardian           | [ 33 ]                 |
| Kerrang!               | [ 34 ]                 |
| NME                    | [ 35 ]                 |
| Rolling Stone          | [ 36 ]                 |

Simulation Theory foi bem recebido pela crítica especializada. No site Metacritic, um agregador de notas de resenhas dos principais críticos, o álbum recebeu uma nota de 63 (de 100) baseada em dezenove resenhas, indicando "reviews geralmente favoráveis". Neil. Z Yeung, da AllMusic, elogiou a combinação de pop eletrônico pop com a "fundação urgente de rock de estádio". Ele achou Simulation Theory o "álbum [do Muse] menos complicado e mais conceitual em uma década" e sentiu que "o meandro orquestral e dubstep dos anos anteriores [do Muse]" não estava presente. Andrew Trendell da NME descreveu o álbum como "estilo Tron da própria adolescência [do Muse]", completando que "você ficará envergolhado de contar para alguém o quanto você amou [o disco]." Trendell escreveu que o Muse apresentou seu "estilo bombástico" ao "favorecendo seus prazeres obscuros" ao invés de através do "prog operacional" encontrado em seus outros álbuns.
Michael Hann, do The Guardian, afirmou que o álbum que "vários momentos são excitantes", citando os arpejos e acordes pesados de "Blockades" e as linhas de baixo sintéticas e os acordes "urgentes" de "Algorithm". Hann comentou que os produtores como Shellback e Timbaland acharam "uma nova face para o Muse ... até certo ponto". Christopher R. Weingarten da Rolling Stone disse que o álbum tem uma "mensagem confusa", com as letras misturando assuntos de relacionamento e temas políticos.
Will Richards, escrevendo para a revista DIY, viu Simulation Theory como uma continuação dos "absurdos" de Drones e concluiu: "Se o álbum do Muse não é feito para te fazer rir, suspirar e ouvir duas vezes em seu ridículo, então não queremos ouvir."

## Tabelas
| Paradas (2018)                      | Melhor posição |
| ----------------------------------- | -------------- |
| Alemanha (Media Control)            | 4              |
| Austrália (ARIA Charts)             | 7              |
| Áustria (Ö3 Austria Top 40)         | 3              |
| Bélgica Flanders (Ultratop 50)      | 2              |
| Bélgica Valônia (Ultratop 40)       | 1              |
| Canadá (Billboard Albums Chart)     | 3              |
| Dinamarca (Hitlisten)               | 16             |
| Escócia (Official Charts Company)   | 1              |
| Estônia (IFPI)                      | 3              |
| Espanha (PROMUSICAE)                | 4              |
| Finlândia (Suomen virallinen lista) | 3              |
| França (SNEP)                       | 3              |
| Hungria (MAHASZ)                    | 1              |
| Irlanda (Irish Albums Chart)        | 4              |
| Itália (FIMI)                       | 2              |
| Japão (Oricon)                      | 15             |
| México (AMPROFON)                   | 10             |
| Nova Zelândia (RMNZ)                | 4              |
| Noruega (VG-lista)                  | 17             |
| Países Baixos (MegaCharts)          | 1              |
| Polônia (ZPAV)                      | 13             |
| Portugal (AFP)                      | 2              |
| Suécia (Sverigetopplistan)          | 17             |
| Suíça (Schweizer Hitparade)         | 1              |
| Reino Unido (UK Albums Chart)       | 1              |
| Estados Unidos (Billboard 200)      | 12             |

| País        | Certificador | Certificação |
| ----------- | ------------ | ------------ |
| França      | SNEP         | Platina      |
| Itália      | FIMI         | Ouro         |
| Reino Unido | BPI          | Ouro         |

## Pessoal
Créditos adotados de "Dig Down", "Pressure", "Something Human", "The Dark Side" e "Thought Contagion".
Muse
- Matt Bellamy – guitarra e vocalista (faixas 2, 3, 6, 7, 10)
- Dominic Howard – bateria (faixas 2, 3, 6, 7, 10), vocal de apoio (faixa 7)
- Chris Wolstenholme – baixo (faixas 2, 3, 6, 7, 10), backing vocals (faixas 2, 3, 7, 10)

Músicos adicionais
- David Campbell – Latão (faixa 3)
- Mike Elizondo – teclado (faixa 10)

Produção
- Laurence Anslow – assistente de engenharia de áudio (faixa 10)
- Brent Arrowood – assistente de engenharia de áudio (faixa 10)
- Tom Bailey - assistente de engenharia de áudio (faixa 6)
- Tyler Beans – assistente de engenharia de áudio (faixas 2, 3, 7), assistente de produção (faixa 6)
- Jeremy Berman - "assistente"  [sic] (faixas 2, 3, 7)
- Rob Bisel – assistente de engenharia de áudio (faixas 2, 3, 7), assistente de produção (faixa 6)
- Phillip Broussard – assistente de engenharia de áudio (faixa 10), assistente de produção (faixa 6)
- Adrian Bushby – assistente de engenharia de áudio (faixa 10)
- Tommaso Colliva – assistente de engenharia de áudio (faixa 6)
- Martin Cooke – assistente de engenharia de áudio (faixa 7), assistente de produção (faixa 6)
- Rich Costey – produção (faixas 2, 3, 6, 7), engenheiro de som (faixa 6), masterização (faixa 7)
- Mike Elizondo – produção e programação (faixa 10)
- Nick Fournier – assistente de produção (faixa 6)
- Michael Freeman – mixagem (faixas 2, 6, 10)
- Chris Gehringer – masterização (faixa 7)
- Noah Goldstein – assistente de produção (faixa 6)
- Sam Grubbs - "assistente"  [sic] (faixa 2, 3), assistente de produção (faixa 7)
- Adam Hawkins - engenheiro de som (faixas 2, 3, 6, 7, 10), mixagem (faixas 3, 7)
- Ted Jensen - masterização (faixa 10)
- Aleks Von Korff - assistente de engenharia de áudio (faixas 2, 3, 7), assistente de produção (faixa 6)
- Randy Merrill - masterização (faixa 6)
- Dylan Neustadter - "assistente"  [sic] (faixas 2, 3), assistente de produção (faixa 7)
- John Prestage – assistente de engenharia de áudio (faixa 10)
- Spike Stent – mixagem (faixas 2, 6, 10)
- Chris Whitemyer - "assistente"  [sic] (faixas 3, 7)
- Colin Willard - "assistente"  [sic] (faixa 3), assistente de produção (faixa 7)